# Гимли (Манитоба)
Гимли (енгл. Gimli) је урбано насеље и седиште истоимене општине у јужном делу канадске провинције Манитоба и део је географско-статистичке регије Интерлејк. Градић је смештен на западним обалама језера Винипег, на 75 км северно од главног града провинције Винипега. 
Град је 1870. основала већа група исландских насељеника који су се доселили на обале језера Винипег. Већину популације и данас чине етнички Исланђани и њихови потомци а цело подручје око града чак носи назив Нови Исланд. Гимли је највећа заједница Исланђана ван Исланда на свету. Поред Исланђана значајан део становништва је немачког и украјинског порекла (око 18%). Према резултатима пописа у насељу је 2011. живело 5.845 становника.
Од 1932. у граду се сваке године одржава традиционални Исландски фестивал (исл. Íslendingadagurinn) посвећен култури, традицији и обичајима тог народа.

## Становништво
| 1996. | 2001. | 2006. | 2011. | 2016. |
| ----- | ----- | ----- | ----- | ----- |
| 1.574 | 1.657 | 1.896 | 1.916 | 2.246 |